# Adolf Lüderitz

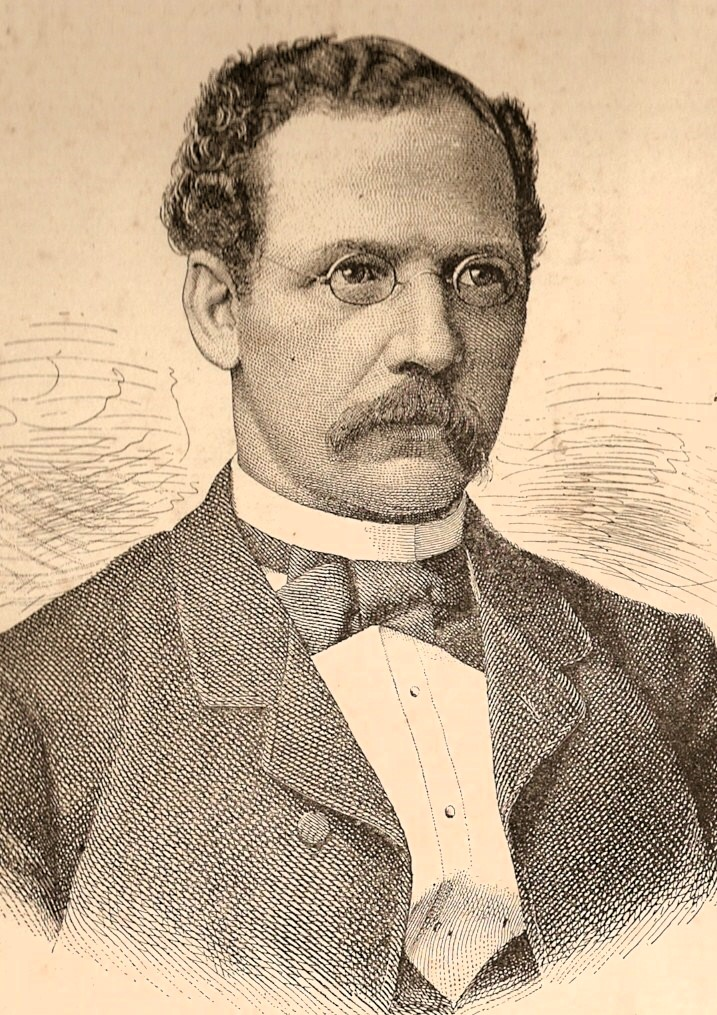
Adolf Lüderitz (um 1885)

Franz Adolf Eduard Lüderitz, meist nur Adolf Lüderitz (* 16. Juli 1834 in Bremen; † 24. Oktober 1886 (unsicher) im Oranje in Deutsch-Südwestafrika), war ein deutscher Großkaufmann und erster deutscher Landbesitzer im heutigen Namibia.

## Leben

### Jugend und Ausbildung
Adolf Lüderitz war ein Sohn des wohlhabenden Bremer Tabakhändlers F. A. E. Lüderitz, der aus Hannover stammte. Nach dem allgemeinbildenden Schulbesuch absolvierte er die Handelsschule in Bremen und begann im Jahr 1851 eine Lehre im väterlichen Geschäft. Im April 1854 ging er in die Vereinigten Staaten, um sich in den Südstaaten mit dem Tabakanbau vertraut zu machen. Anschließend pachtete er in Mexiko eine Farm, die jedoch bald in den Revolutionswirren zerstört wurde. Völlig mittellos kehrte er 1859 nach Bremen zurück und trat wieder in die Firma des Vaters ein. 1866 heiratete er die vermögende Bremerin Emilie Elise „Emmy“ von Lingen, mit ihr hatte er drei gemeinsame Kinder: Franz Adolf Eduard Lüderitz (jun.), George Lüderitz und Carl August Lüderitz.

### Kaufmann in Bremen und Afrika
Nach dem Tod des Vaters im Jahr 1878 übernahm Lüderitz dessen Tabakgeschäft. Allerdings hatte er mit seinen Auslandsunternehmungen weiterhin wenig Glück. Eine 1881 in Lagos, im damaligen Britisch-Westafrika, gegründete Niederlassung konnte sich gegen die ausländische Konkurrenz nicht durchsetzen. Trotz dieses Misserfolges hielt Lüderitz an seinen Afrikaplänen fest und fand dabei Unterstützung durch den jungen Bremer Kaufmann Heinrich Vogelsang. Beide fassten den Entschluss, in Südwestafrika eine deutsche Kolonie zu gründen, da dieses Gebiet bisher von keiner anderen Kolonialmacht besetzt worden war.

### Niederlassung in Südwestafrika / „Meilenschwindel“
Im Dezember 1882 entsandte Lüderitz Vogelsang ins südafrikanische Kapstadt, um von dort aus Niederlassungsmöglichkeiten im Südwesten zu erkunden. Dieser ließ sich dort vom Sohn des in Südwestafrika wirkenden Missionars Carl Hugo Hahn beraten, der ihn auf die Bucht von Angra Pequena als günstigen Landeplatz hinwies. Außerdem erfuhr Vogelsang, dass in Südwestafrika mit Bodenschätzen, z. B. Kupfer, zu rechnen sei.
Nachdem Vogelsang im April 1883 in der Bucht von Angra Pequena die ersten Unterkünfte für seine Expedition hatte errichten lassen, schloss er am 1. Mai mit dem Nama-Kaptein Josef Frederiks II einen Vertrag ab, in dem die Bucht von Angra Pequena und das Land im Umkreis von fünf geographischen Meilen für 100 Pfund in Gold und 200 Gewehre an die Firma Lüderitz verkauft wurde. Dabei ließ Vogelsang offen, ob es sich um deutsche Meilen zu ca. 7,5 km oder die kürzeren englischen Meilen zu ca. 1,6 km handeln sollte. Da Lüderitz später von der deutschen Maßeinheit ausging, sahen sich die Nama getäuscht, konnten aber trotz heftiger Proteste ihren Standpunkt nicht durchsetzen. Im August des gleichen Jahres wurde ein zweiter Vertrag geschlossen, in dem Lüderitz der Küstenstreifen zwischen dem Oranje-Fluss und dem 26. Breitengrad und ein Gebiet von 20 Meilen landeinwärts von jedem Punkt der Küste aus für weitere 500 Pfund und 60 Gewehre verkauft wurde. Lüderitz schrieb an seinen Agenten Vogelsang: „Lassen Sie Joseph Fredericks aber vorläufig in dem Glauben, daß es 20 englische Meilen sind.“ Die fragwürdigen Vertragsgrundlagen der Erwerbungen, landläufig auch „Meilenschwindel“ genannt, brachten Lüderitz schon früh den Spottnamen Lügenfritz ein.
Daraufhin wandte sich Lüderitz an das deutsche Auswärtige Amt mit der Bitte um Schutz für seine Besitzungen. Da Reichskanzler Otto von Bismarck deutschen Kolonialbestrebungen skeptisch gegenüberstand, erhielt Lüderitz nur die vage Zusage, dass ihm der übliche Schutz wie jedem Deutschen im Ausland gewährt würde.
Im Jahr 1884 scheiterte Lüderitz mit dem Versuch, durch seine Unterhändler, zu denen auch sein Bruder August gehörte, seine Besitzung durch Landerwerb von den Herero zu erweitern.

### Kolonie Deutsch-Südwestafrika und Vorstoß nach Südostafrika

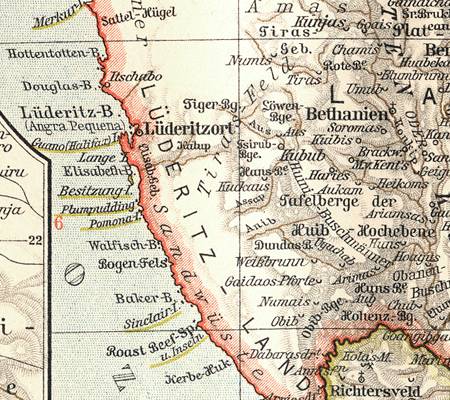
Lüderitzort, Lüderitzbucht und Lüderitzland auf einer deutschen Kolonialkarte von 1905 (Ausschnitt)

Lage der Santa Lucia Bay in Zulu-Land um 1885 (Besitzungen des Hauses F.A.E. Lüderitz)

1884 wies der britische Kolonialminister Lord Derby die britische Verwaltung der Kap-Kolonie an, umgehend die Küste von Südwestafrika bis zur Grenze von Angola in Besitz zu nehmen.
Nunmehr fand Lüderitz bei der deutschen Regierung Gehör. Nach einem erneuten Gespräch mit Bismarck, an dem auch Adolph Woermann, der Besitzungen in Kamerun und Togo erworben hatte, teilnahm, stimmte der Reichskanzler schließlich zu, einen Reichskommissar für Westafrika zu ernennen, der deutsche Hoheitsrechte für die deutschen Niederlassungen in Westafrika ausüben sollte. Er wurde noch im selben Jahr in der Person des Gustav Nachtigal ernannt. Die deutsche Admiralität entsandte die Kriegsschiffe Elisabeth und Leipzig. Landungstruppen hissten unter Beteiligung von Vertretern der Firma Lüderitz und des Nama-Kaptein Josef Frederiks mit seinen Ratsleuten am 7. August 1884 die deutsche Fahne und stellten das Gebiet unter deutschen Schutz. Deutsch-Südwestafrika war von 1884 bis 1915 eine deutsche Kolonie.
Nach diesem Erfolg erwarb Lüderitz 1885 weitere Gebiete von den Nama-Kapteinen Cornelius Swartbooi, Jan Uixamab und Jan Jonker Afrikaner, wobei die vertragsschließenden Ober-Kapteine zum Teil gar nicht im Besitz der betreffenden Territorien waren. Mit Ausnahme der britischen Enklave Walvis Bay befand sich danach das gesamte Küstengebiet des heutigen Namibia in seinem Besitz.
Lüderitz hegte jedoch noch weitergehende Pläne: Von der Atlantikküste Südwestafrikas wollte er über die Burenrepublik Transvaal eine zusammenhängende Siedlungskolonie schaffen, die bis zum Indischen Ozean reichen sollte. Im November 1884 schloss der von Lüderitz gesandte Agent August Einwald mit dem Zulu-König Dinizulu einen Vertrag ab, der dem Deutschen Reich einen lokalen Gebietsanspruch an der Santa-Lucia-Bucht im Zululand sichern sollte. Im Zuge eines Ausgleichs mit Großbritannien wurde der Anspruch aber im Mai 1885 endgültig fallengelassen, als sich die Briten auf einen schon 1843 geschlossenen Vertrag mit König Phunga beriefen. Die koloniale Ausweitung, mit der Lüderitz den deutschen Auswanderungsstrom ins südliche Afrika lenken wollte, scheiterte aber auch an der Zurückhaltung Bismarcks, der eine direkte Konfrontation mit Großbritannien ablehnte.
Lüderitz sicherte sich auch Minenkonzessionen, denn er wollte mit der Erschließung der von ihm vermuteten Bodenschätze beginnen. Dazu sandte er drei Expeditionen mit Bergbauexperten aus. Die Erkundungen führten jedoch zu keinem befriedigenden Ergebnis, und Lüderitz gingen allmählich die finanziellen Mittel aus. Er beklagte in der Öffentlichkeit den Verlust von 500.000 Reichsmark und kam zu dem Schluss, dass er als Privatmann die Entwicklung Südwestafrikas nicht weiter vorantreiben konnte. Nachdem mehrere Banken eine Übernahme seiner Niederlassungen abgelehnt hatten, fand Lüderitz beim Deutschen Kolonialverein – daraus wurde später die Deutsche Kolonialgesellschaft – Entgegenkommen. Am 3. April 1885 übernahm die Deutsche Kolonialgesellschaft für Südwestafrika das von Adolf Lüderitz erworbene Lüderitzland sowie die damit zusammenhängenden Verbindlichkeiten und Rechte. Die Gesellschaft war auf Betreiben von Wirtschaftsführern und der deutschen Regierung gegründet worden, um zu verhindern, dass die deutschen Niederlassungen in Südwestafrika in englische Hände fallen würden. Es wurde ein Kaufvertrag abgeschlossen, der Lüderitz 500.000 Reichsmark (davon 200.000 Mark in Anteilsscheinen) und Beteiligungen an den Handelsrechten zusicherte.
Mit finanzieller Unterstützung der Kolonialgesellschaft stellte Lüderitz 1886 eine neue Expedition zusammen, die die Möglichkeiten einer neuen Ansiedlung an der Mündung des Oranje-Flusses erkunden sollte. Er nahm selbst an den Erkundungsfahrten teil. Am 23. Oktober 1886 bestieg er zusammen mit seinem Gefährten Joseph Steingroever ein Faltboot, mit dem er die Küste vor der Oranje-Mündung untersuchen wollte. Offensichtlich verunglückte das Boot, beide Insassen kehrten nicht zurück und wurden nie gefunden.

## Einstige Ehrung und heutige Einordnung

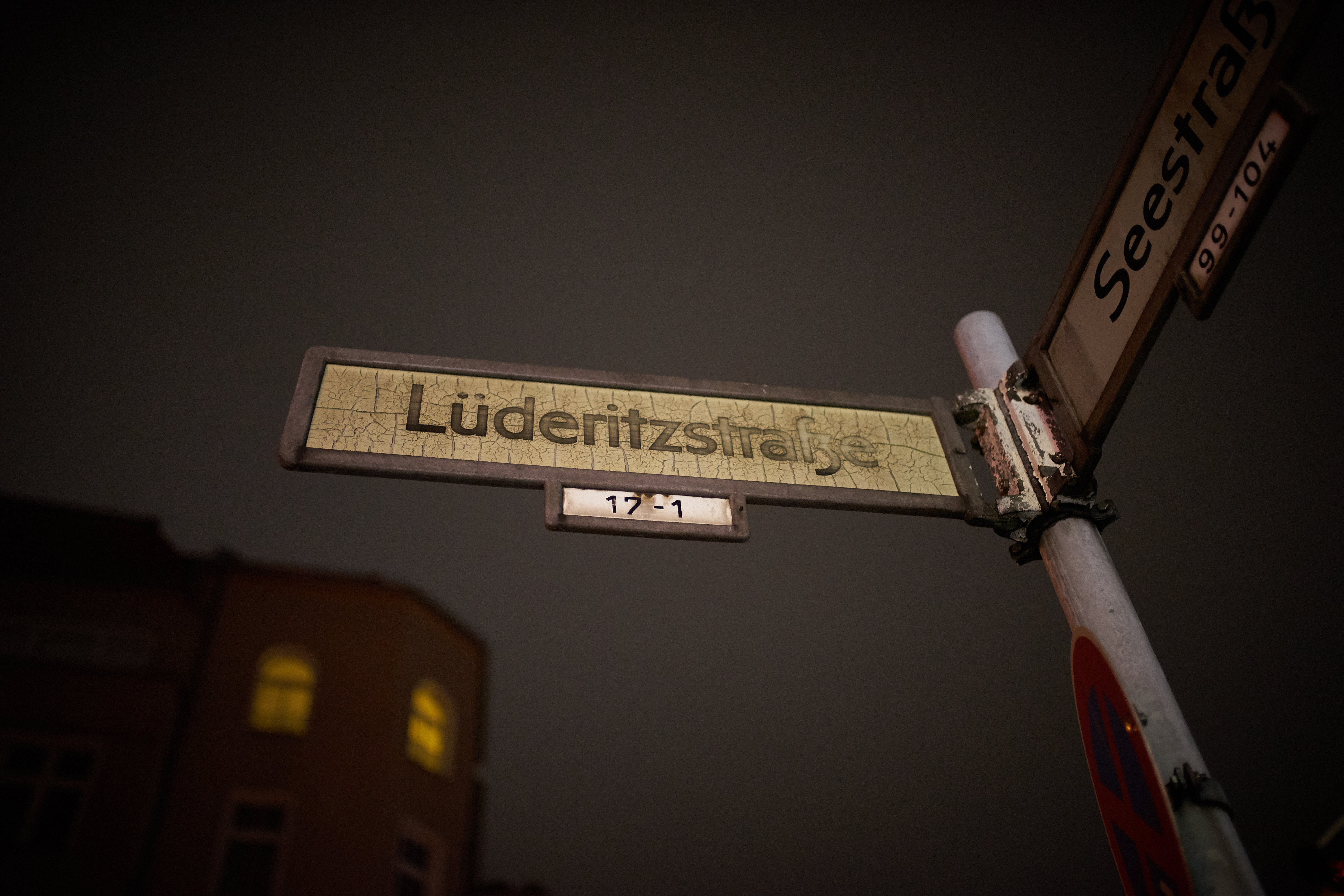
Straßenschild der Lüderitzstraße im Afrikanischen Viertel in Berlin-Wedding

Zur Erinnerung an den Begründer deutscher Ansprüche in Südwestafrika verlieh die Kolonialgesellschaft der Bucht von Angra Pequena (‚Kleine Bucht‘) den Namen Lüderitzbucht. Auch die dort sich später entwickelnde Stadt wurde Lüderitz genannt. Anfangs wurden sämtliche von Lüderitz erworbenen Gebiete an der Südwestküste Afrikas unter der Bezeichnung Lüderitzland zusammengefasst. Im Jahr 1903 wurde das Lüderitz-Denkmal an der Stelle errichtet, wo Lüderitz 1883 die Landnahme markieren ließ.
Die deutsche Reichspost brachte 1934 eine Briefmarkenserie zu Ehren mehrerer Personen der deutschen Kolonialgeschichte heraus. Darunter befand sich auch Adolf Lüderitz. Die deutsche Kriegsmarine benannte ein 1939 vom Stapel gelaufenes Schnellbootbegleitschiff, die Adolf Lüderitz, nach ihm.
Auch die Pflanzengattungen Bisluederitzia Kuntze und Neoluederitzia Schinz aus der Familie der Jochblattgewächse (Zygophyllaceae) sind nach ihm benannt.
In zahlreichen deutschen Städten wurden Straßen zur Erinnerung oder Ehrung nach ihm benannt. Dies wurde inzwischen in Anbetracht der heutigen Faktenkenntnisse zur deutschen Kolonialzeit und der Neubewertungen des Verhaltens einzelner Personen kritisch diskutiert und führte zu Anträgen zur Umbenennung dieser Straßen. So mehrfach in Bremen und 1990 in Köln. 1998 wurde zudem die Lüderitzstraße in Bochum umbenannt. In Berlin, Koblenz, Bremen, Münster, Solingen, Duisburg und Mülheim an der Ruhr sowie u. a. in Windhoek in Namibia sind weiterhin Straßen nach ihm benannt. In Düsseldorf-Urdenbach heißt die Straße seit Februar 2024 An der Kämpe.  Die Bezirksverordnetenversammlung Berlin-Mitte gab im April 2018 bekannt, dass die Lüderitzstraße in Cornelius-Frederiks-Straße umbenannt werden soll. Die Umbenennung der Lüderitzstraße in Berlin fand am 2. Dezember 2022 statt. Sie ehrt nun stattdessen einen der Anführer des Aufstands der Nama gegen die deutsche Kolonialbesatzung. Gleichzeitig wurde der nach dem Afrikaforscher Gustav Nachtigal benannte Nachtigalplatz in Manga-Bell-Platz umbenannt, nach dem Ehepaar Emily und Rudolf Manga Bell. In München, Stadtteil Zamdorf, gibt es seit 1932 eine Lüderitzstraße. Anträge zur Umbenennung gab es bislang nicht.
Auch die Umbenennung der Stadt Lüderitz in Namibia wurde von 2013 bis 2015 kontrovers diskutiert, bisher (Stand September 2023) aber nicht umgesetzt.